# Utetheisa pulchelloides
Utetheisa pulchelloides är en fjärilsart som beskrevs av George Francis Hampson 1907. Utetheisa pulchelloides ingår i släktet Utetheisa och familjen björnspinnare. Inga underarter finns listade i Catalogue of Life.

## Bildgalleri

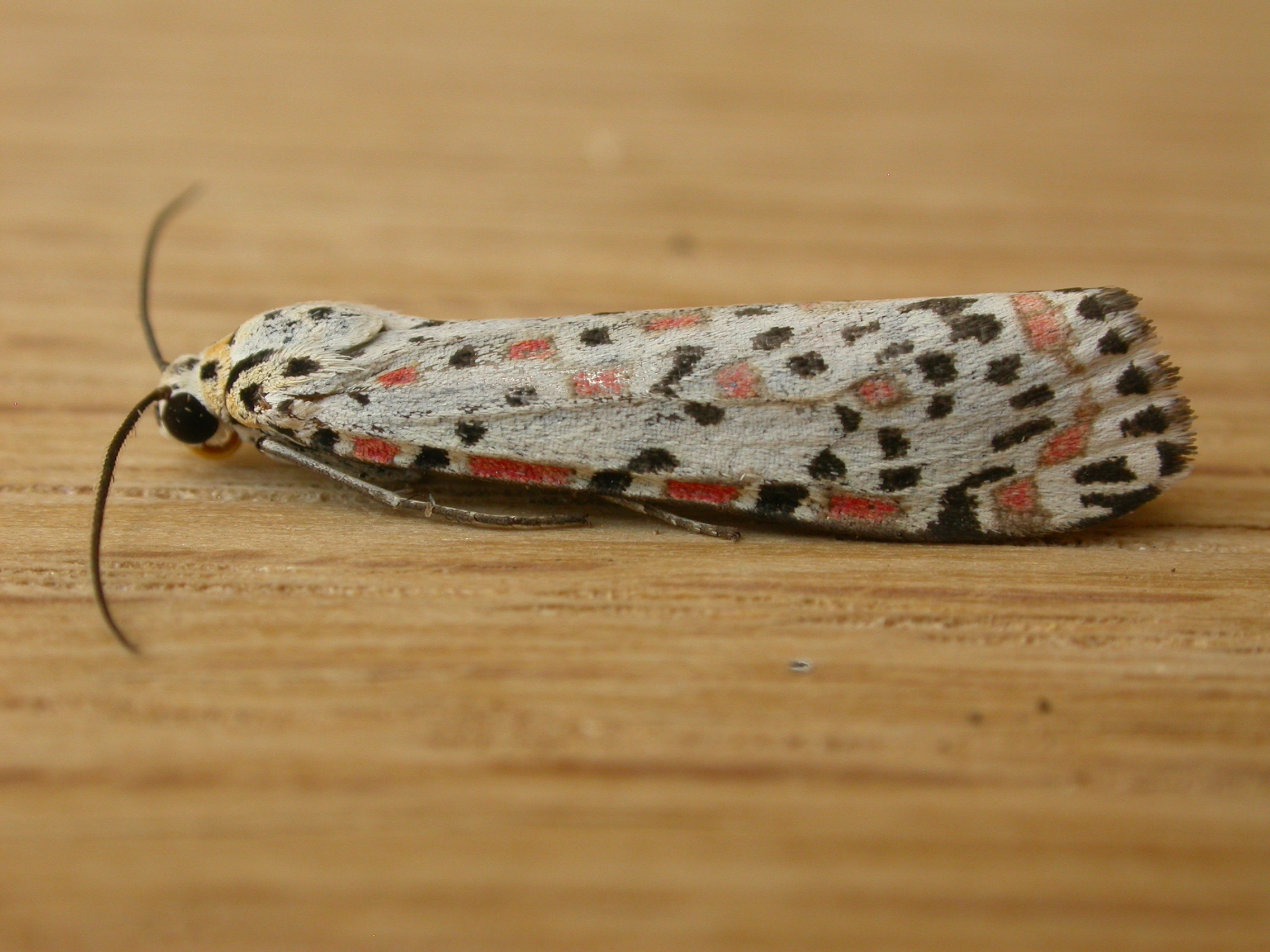
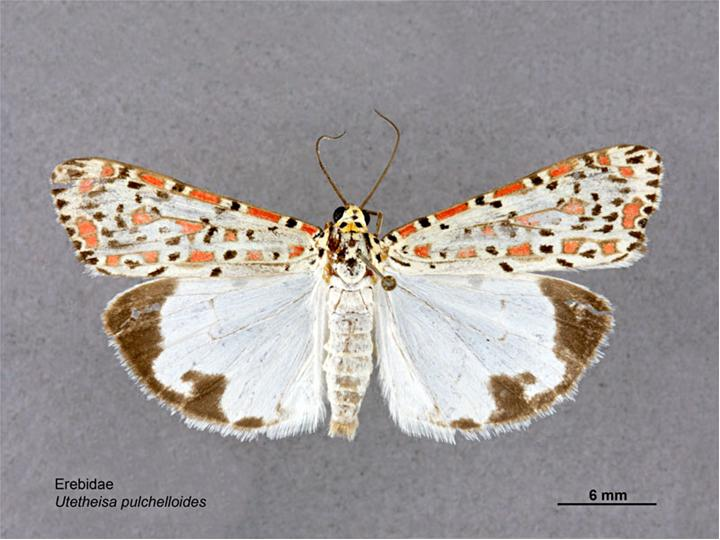
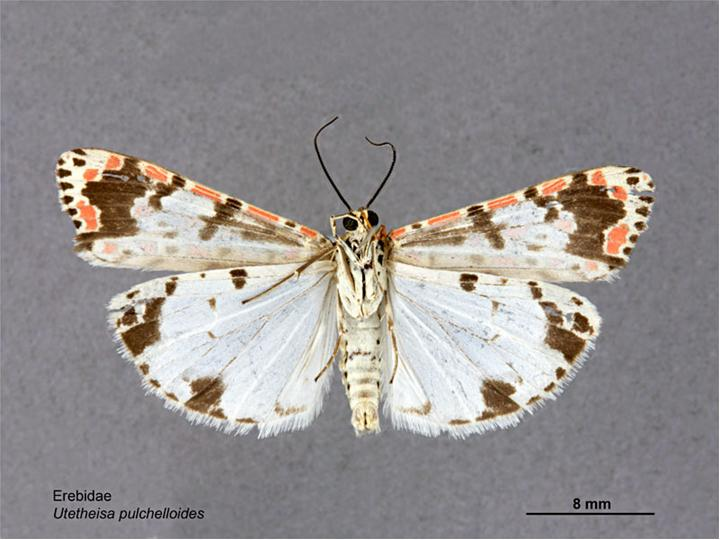
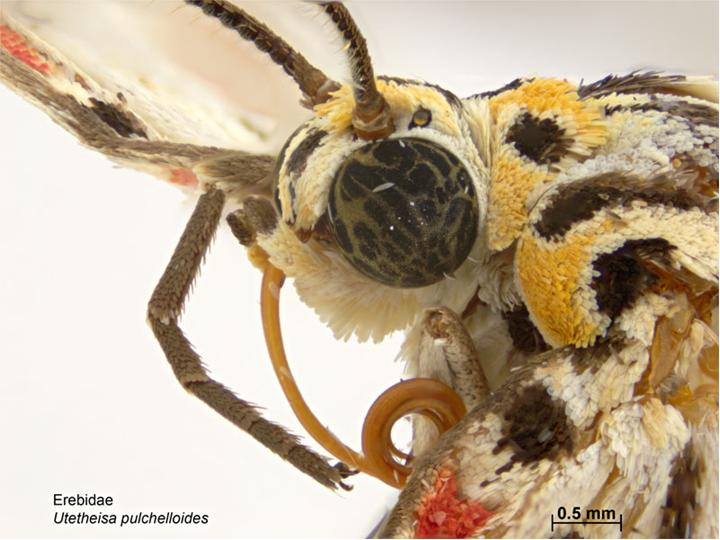